# The Cable Guy
The Cable Guy is een Amerikaanse zwarte komedie uit 1996 onder regie van Ben Stiller. Het was de eerste film waarin Jim Carrey een serieuzere hoofdrol speelt, na zijn typetjes uit The Mask, Ace Ventura: Pet Detective en Dumb and Dumber.

## Verhaal
Steven Kovak wordt uit zijn huis geschopt door zijn vriendin. Hij vindt een nieuw onderkomen in een appartement en probeert de werknemer van de kabelmaatschappij om te kopen, zodat hij gratis naar kabeltelevisie kan kijken. Deze Chip Douglas is niet geïnteresseerd in geld, maar wil in plaats daarvan vriendschap. Kovak stemt daar vlot in toe en denkt makkelijk een voordeeltje binnengesleept te hebben. Chip is echter bloedserieus en wordt steeds obsessiever in het najagen van de wetten van een in zijn ogen ideale vriendschap.

## Status
De film werd destijds niet goed ontvangen en was de eerste Carrey-film die geen groot kassucces werd. Door de jaren heen groeide de prent toch uit tot een cultfilm.

## Rolverdeling
| Acteur            | Personage              |
| ----------------- | ---------------------- |
| Jim Carrey        | Ernie (Chip) Douglas   |
| Matthew Broderick | Steven Kovak           |
| Leslie Mann       | Robin Harris           |
| Jack Black        | Rick                   |
| George Segal      | Stevens vader          |
| Diane Baker       | Stevens moeder         |
| Ben Stiller       | Sam Sweet/Stan Sweet   |
| Eric Roberts      | Eric Roberts           |
| Owen Wilson       | Robins date            |
| Kathy Griffin     | Moeder van kabeljongen |